# Karl-Artur Petraschk
Karl-Artur Petraschk (* 6. September 1901 in Dresden als Johannes Karl Arthur Petraschk; † 7. Mai 1976 in West-Berlin) war ein deutscher Fotograf, Schauspieler, Bühnenbildner und Grafiker.

## Leben und Wirken
Petraschk war ein Sohn des Schneidermeisters Johann Friedrich Adolf Petraschk; seine ältere Schwester war die Heimatforscherin Margarete Petraschk. Als Kind gerne malend und zeichnend und seit dem 11. Lebensjahr fotografierend, hatte Petraschk den Berufswunsch, Maler und Grafiker zu werden. Auf Verlangen seines Vaters absolvierte er jedoch zunächst eine Lehre als Chromolithograph in der Kunstanstalt C. C. Meinhold und Söhne in Dresden. Während der Lehre besuchte er zwei Jahre lang abends die Kunstgewerbeschule und konzentrierte sich in der Ausbildung auf die Anwendung der Fotografie in der Grafik.
Da Petraschk im literarischen Zirkel der Kunstgewerbeschule an Theateraufführungen in Lazaretten teilnahm, wurde er als Nachwuchsschauspieler entdeckt, debütierte am 9. November 1918 im Albert-Theater als Ersatz für einen fehlenden Schauspieler und erhielt sofort einen Vertrag. Zum Ensemble gehörte zu dieser Zeit u. a. Heinrich George, es gastierten z. B. Albert Bassermann, Alexander Moissi, Paul Wegener, Hermine Körner und Lucie Höflich am Albert-Theater.
Von nun an erfolgte sein Ausbildungs- und Berufsweg zweigleisig. Neben Schauspielengagements in Dresden, Königsberg, Halle und Saarbrücken war Petraschk nach einer Zusatzausbildung bei Leonhard Fanto in Kostümkunde auch als Bühnenbildner tätig. In den spielfreien Sommermonaten 1920 und 1921 ließ sich Petraschk außerdem bei Ivo Puhonny in Baden-Baden zum Puppenschnitzer ausbilden und ging später mit einem eigenen Handpuppentheater auf Tournee, das ihm 1927 auf der Deutschen Theaterausstellung mit allen Puppen und Kulissen gestohlen wurde. 1926/27 studierte er an der Schule Reimann in Berlin, 1929 ein Jahr in Paris, um 1930 nach Berlin zurückzukehren.
Ab dieser Zeit arbeitete er vor allem als Fotograf und Grafiker für verschiedene Zeitschriften und für Kulturfilme. Mit einem englischen Journalisten reiste er durch Europa und Nordafrika, um gemeinsam in der Zeitschrift Punch Reiseberichte zu veröffentlichen (er unter dem Pseudonym PET). Von 1939 bis 1941 war als Schnittmeister für die UFA-Wochenschau tätig. 1941 eingezogen, wurde er bei Einsätzen in Polen und Russland mehrfach verwundet. Anschließend kam er als Kriegsberichterstatter (Bild) nach Russland, Frankreich, Nordafrika, in den Balkan und nach Italien. Als englischer Kriegsgefangener verbrachte er seit 1945 drei Jahre in einem Wüstenlager in Ägypten, wo er viel malte. Nach der Rückkehr nach Berlin arbeitete Petraschk hier wieder als Fotograf und Grafiker, u. a. an der Freien Universität Berlin.
Petraschk war zweimal verheiratet.
Sein Fotonachlass aus der Zeit als Kriegsberichterstatter befindet sich im Bildarchiv Preußischer Kulturbesitz Berlin.